# Fridolin Schneider (Politiker, 1850)

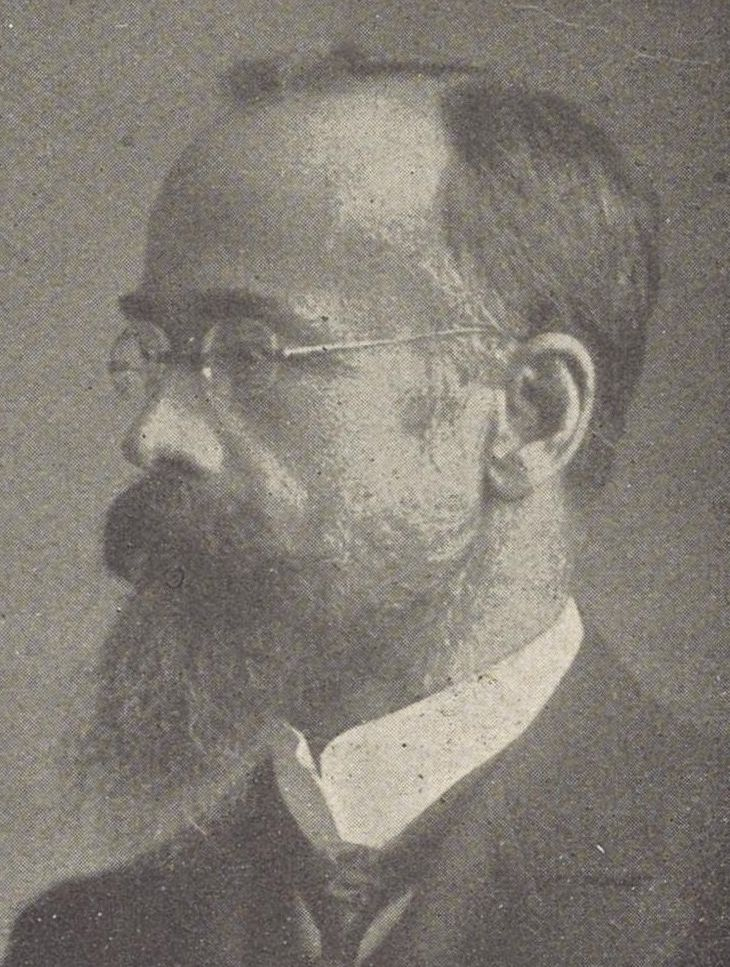
Fridolin Schneider

Fridolin Schneider (* 4. Oktober 1850 in Langenargen; † 10. Oktober 1922 in Ellwangen) war Lehrer und Mitglied des Deutschen Reichstags.

## Leben
Schneider besuchte die Realschule zu Rottweil a. N. und die technische Hochschule zu Stuttgart. 1875 wurde er Professor am Schullehrer-Seminar zu Schwäbisch Gmünd und ab 1879 war er Professor am Gymnasium zu Ellwangen und dort Lehrer für Mathematik und Physik an den Oberklassen. Früher war er Mitredakteur des Magazin für Pädagogik. Ausgezeichnet wurde er mit dem Friedrichs-Orden I. Klasse.
Von 1907 bis 1912 war er Mitglied des Deutschen Reichstags für den Wahlkreis Württemberg 13 Aalen, Gaildorf, Neresheim, Ellwangen und die Deutsche Zentrumspartei.
Er war 1870 Gründungsmitglied der katholischen Studentenverbindung AV Alania Stuttgart.